# Alois Bohdan Brixius
Alois Bohdan Brixius (ur. 30 września 1903 w Wocheiner Feistritz, zm. 19 lutego 1959 w Pradze) – czeski pisarz, orientalista, dziennikarz i podróżnik.

## Życiorys
Był synem lekarza. Po maturze podjął studia w Paryżu, ale ich nie ukończył. Początkowo pracował jako urzędnik, ale pod wpływem lektury dzieł orientalisty Aloisa Musila porzucił pracę i zaczął podróżować. W latach 20. odbył cztery podróże po Bliskim Wschodzie i Afryce, w czasie wojny grecko-tureckiej (1919-1922) przebywał w Turcji. W tym czasie posługiwał się językiem tureckim, arabskim, a także amharskim. Relacje z podróży Brixiusa publikował tygodnik geograficzny Širý svět, kierowany przez Stanislava Nikolau.
W 1933, w czasie pobytu w Dżibuti, przeszedł na islam i odbył pielgrzymkę do Mekki. W związku z konwersją zmienił imię i nazwisko na Hadži Mohamed Abdallah Brikcius. Po powrocie do kraju prowadził serię wykładów, a także występował w audycjach radiowych. W latach 1933-1936 działał w Klubie Przyjaciół Orientu i wydawał związane z jego zainteresowaniami pismo Oasa. W 1935 w praskiej kawiarni Louvre założył radę czeskich muzułmanów. Od 1936 był członkiem Vlajki – czeskiej organizacji narodowo-socjalistycznej. W 1939 wydawał pismo Vlajka, w którym pisał o ucisku ludności muzułmańskiej na Bliskim Wschodzie, a także artykuły antyżydowskie i gloryfikujące politykę Adolfa Hitlera.
W latach 1939-1943 działał w Gwardii Świętopełka (Svatoplukova garda), bojówce faszystowskiej wzorowanej na niemieckiej SA. Po zajęciu Czechosłowacji przez Niemcy, Brixius zabiegał o utworzenie gminy muzułmańskiej w Czechach. Uzyskał na to zgodę w roku 1941. W czasie wojny zajmował się działalnością publicystyczną, pisał artykuły skierowane przeciwko komunizmowi i przeciwko czechosłowackiemu rządowi emigracyjnemu. W 1945 Emanuel Moravec mianował Brixiusa redaktorem naczelnym pisma Korespondence, organu Ligi Przeciwko Bolszewizmowi. Za swoją działalność został odznaczony tzw. Orłem św. Wacława.
W maju 1945 stanął przed sądem oskarżony o kolaborację z okupantem i propagowanie nazizmu. Za swoją działalność został skazany na 8 lat więzienia. Uwolniony w 1953, ponownie działał w ramach wspólnoty muzułmańskiej, która po 1945 straciła osobowość prawną. Zmarł w 1959 w Pradze i został pochowany jako Mohamed Brikcius na Cmentarzu Olszańskim.

## Publikacje
- 1934-1935: V záři půlměsíce, moje pout do Mekky a Mediny
- 1935: Napříč Kemalovým Tureckem
- 1939: Syrie pod francouzskou trikolorou - Orient mlčí I
- 1939: Palestina, Svatá země krví zalitá - Orient mlčí II
- 1942: Země zrady - Orient mlčí III
- 1944: Irak - země odplaty - Orient mlčí. IV